# Dinosauriformes
Dinosauriformes è un clade di rettili archosauri che includono i dinosauri e i loro parenti più stretti. Tutti i dinosauri sono caratterizzati da diverse caratteristiche, come arti anteriori accorciati e un'acetabolo parzialmente o completamente bucato, il buco nella cavità dell'anca tradizionalmente usato per definire i dinosauri. Una caratteristica tipica di questo gruppo è che tutti i generi possiedono il pube e l'ischio allungati e le zampe poste sotto al corpo. Il più antico membro conosciuto è Asilisaurus, risalente a circa 245 milioni di anni fa, nell'età Anisico nel Triassico medio.

## Etimologia
Il termine Dinosauriformes fu coniato nel 1992 da F.E. Novas, che lo usò per includere gli herrerasauri, che non considerava membri di Dinosauria veri e propri. Contrariamente a Novas, la maggior parte dei paleontologi dal 1992 considera gli herrerasauri veri dinosauri, sebbene molti altri rettili primitivi e simili ai dinosauri rientrino nella sua definizione di Dinosauriformi. I Dinosauriformi rientrano all'interno del clade Dinosauromorpha.

## Filogenesi
Cladogramma semplificato degli studi di Nesbitt et al. (2010), con la terminologia di Cau (2018):
|            | † Ornithischia                                                  |
|            |                                                                 |
| Saurischia | \| \| † Sauropodomorpha \| \| \| \| \| \| Theropoda \| \| \| \| |
|            | \| \| † Sauropodomorpha \| \| \| \| \| \| Theropoda \| \| \| \| |
|            | † Sauropodomorpha                                               |
|            |                                                                 |
|            | Theropoda                                                       |
|            |                                                                 |

|  | † Sauropodomorpha |
|  |                   |
|  | Theropoda         |
|  |                   |

|            | † Ornithischia                                                  |
|            |                                                                 |
| Saurischia | \| \| † Sauropodomorpha \| \| \| \| \| \| Theropoda \| \| \| \| |
|            | \| \| † Sauropodomorpha \| \| \| \| \| \| Theropoda \| \| \| \| |
|            | † Sauropodomorpha                                               |
|            |                                                                 |
|            | Theropoda                                                       |
|            |                                                                 |

|  | † Sauropodomorpha |
|  |                   |
|  | Theropoda         |
|  |                   |

|            | † Ornithischia                                                  |
|            |                                                                 |
| Saurischia | \| \| † Sauropodomorpha \| \| \| \| \| \| Theropoda \| \| \| \| |
|            | \| \| † Sauropodomorpha \| \| \| \| \| \| Theropoda \| \| \| \| |
|            | † Sauropodomorpha                                               |
|            |                                                                 |
|            | Theropoda                                                       |
|            |                                                                 |

|  | † Sauropodomorpha |
|  |                   |
|  | Theropoda         |
|  |                   |

|            | † Ornithischia                                                  |
|            |                                                                 |
| Saurischia | \| \| † Sauropodomorpha \| \| \| \| \| \| Theropoda \| \| \| \| |
|            | \| \| † Sauropodomorpha \| \| \| \| \| \| Theropoda \| \| \| \| |
|            | † Sauropodomorpha                                               |
|            |                                                                 |
|            | Theropoda                                                       |
|            |                                                                 |

|  | † Sauropodomorpha |
|  |                   |
|  | Theropoda         |
|  |                   |